# Praxoula Antoniadou
Praxoula Antoniadou Kyriacou (griechisch Πραξούλα Αντωνιάδου Κυριακού, * 1958 in Nikosia) ist eine zyprische Politikerin.

## Werdegang
Antoniadou studierte bis 1981 Wirtschaftswissenschaft an der London School of Economics, wo sie die akademischen Grade Bachelor und Master erwarb. Anschließend war sie für die Zentralbank von Zypern tätig, wo sie unter anderem den Beitritt Zyperns zum Wechselkursmechanismus II im Frühjahr 2005 koordinierte. Später vertrat sie die Zentralbank in verschiedenen Gremien der Europäischen Zentralbank sowie der dem Kommissar für Wirtschaft und Währung zugeordneten Behörde Eurostat.
Antoniadou engagiert sich bei den Enomeni Dimokrates. Nachdem die Partei nach der Parlamentswahl in der Republik Zypern 2006 nicht mehr im Parlament vertreten war, trat Mihalis Papapetrou im folgenden Jahr als Parteivorsitzender zurück und Antoniadou wurde seine Nachfolgerin. Vor der Parlamentswahl 2011 ging die Partei ein Bündnis mit der Regierungspartei Anorthotiko Komma Ergazomenou Laou (AKEL) ein und trat nicht unabhängig auf. AKEL und Dimokratiko Komma bildeten in der Folge eine Koalition, so dass Ministerpräsident Dimitris Christofias im Amt blieb. Dieser berief Antoniadou als Ministerin für Wirtschaft, Industrie und Tourismus in sein Kabinett. Im März 2012 wurde sie durch den bisherigen Innenminister Neoklis Silikiotis ersetzt, dabei wurde in der Presse auf ihre Rolle bei in der UN-Pufferzone gefundenen Gasvorkommen und deren potenzieller Ausbeutung hingewiesen. Anschließend rief sie den Obersten Gerichtshof wegen der Umstände ihrer Entlassung durch Christofias an.
Antoniadou trat bei der Präsidentschaftswahl 2013 als Kandidatin der Enomeni Dimokrates an. Auf dem fünften Platz mit 0,6 % der Wählerstimmen liegend, schied sie nach dem ersten Wahlgang aus.